# 普里克森施塔特
普里克森施塔特是德国巴伐利亚州的一个市镇。总面积48.86平方公里，总人口3165人，其中男性1603人，女性1562人（2011年12月31日），人口密度65人/平方公里。

## 照片库

普里克森施塔特 - Prichsenstadt
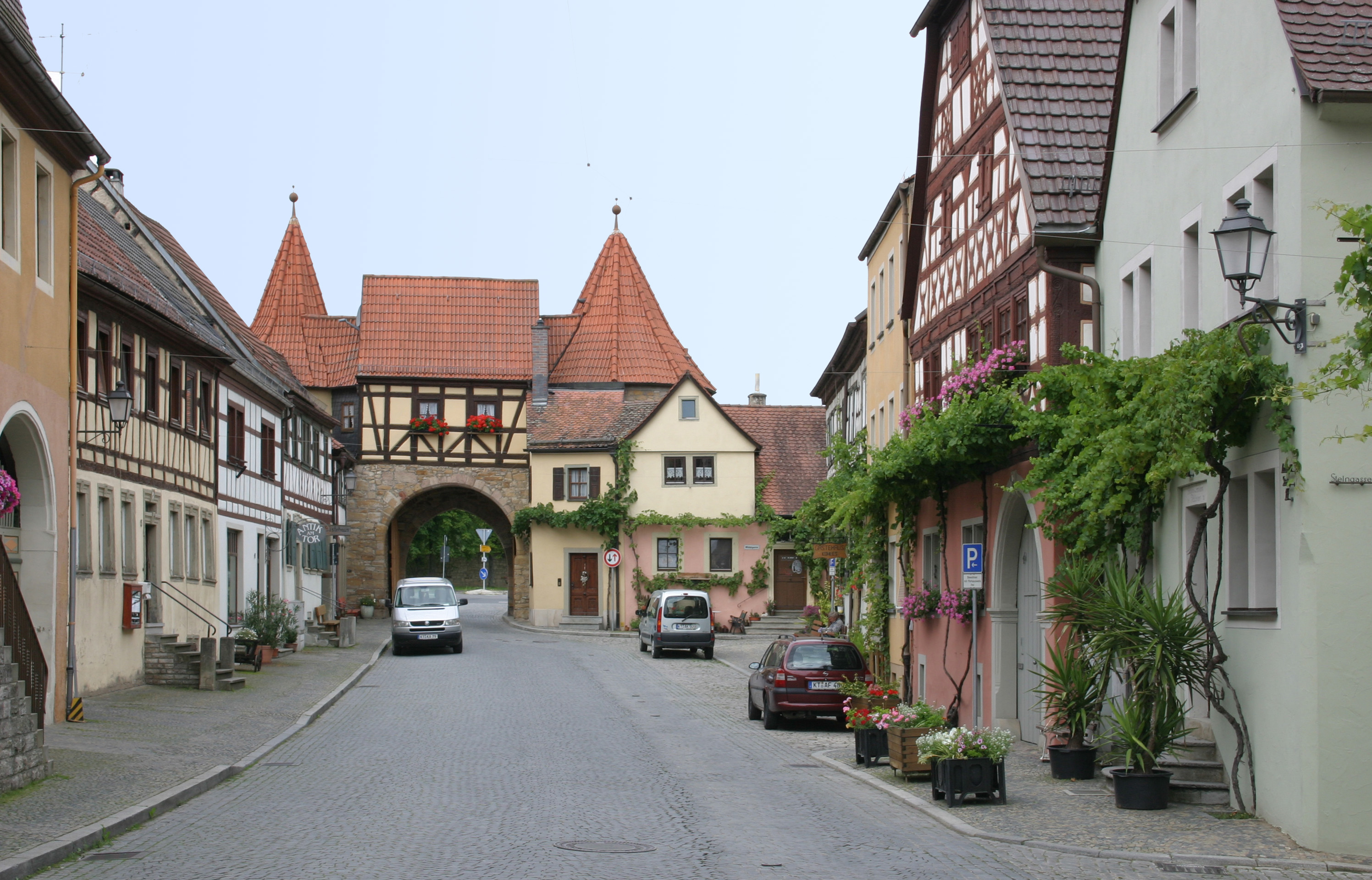
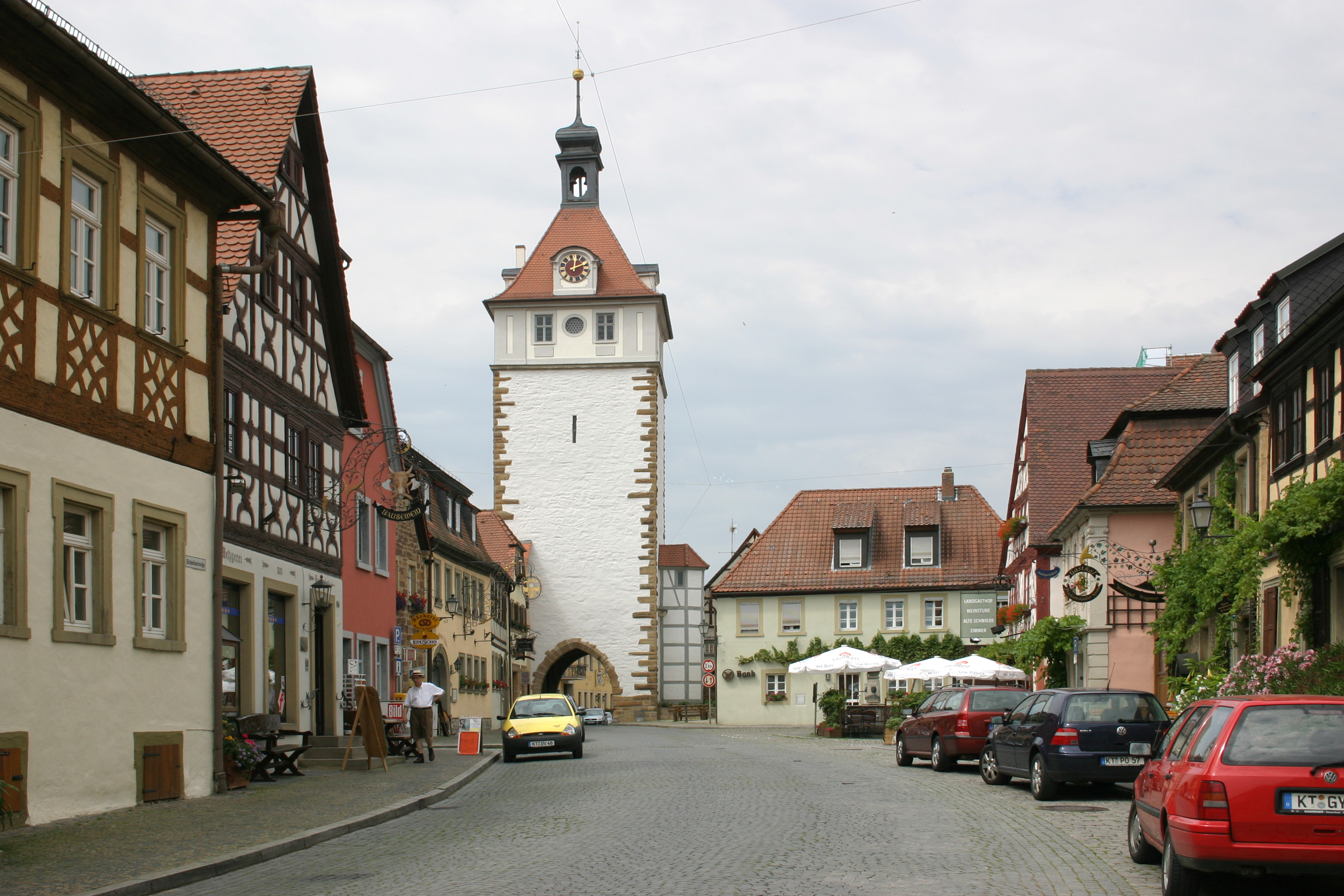
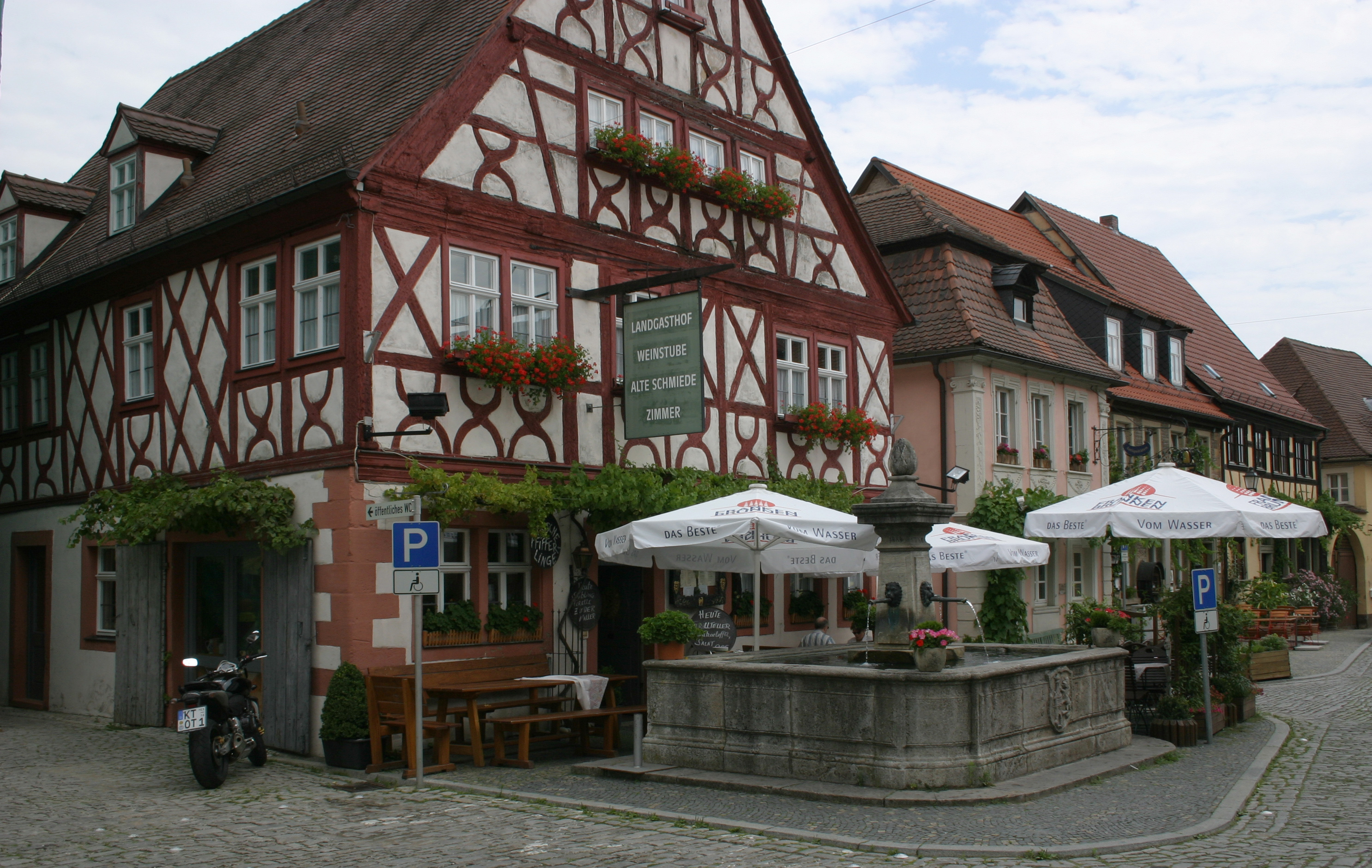
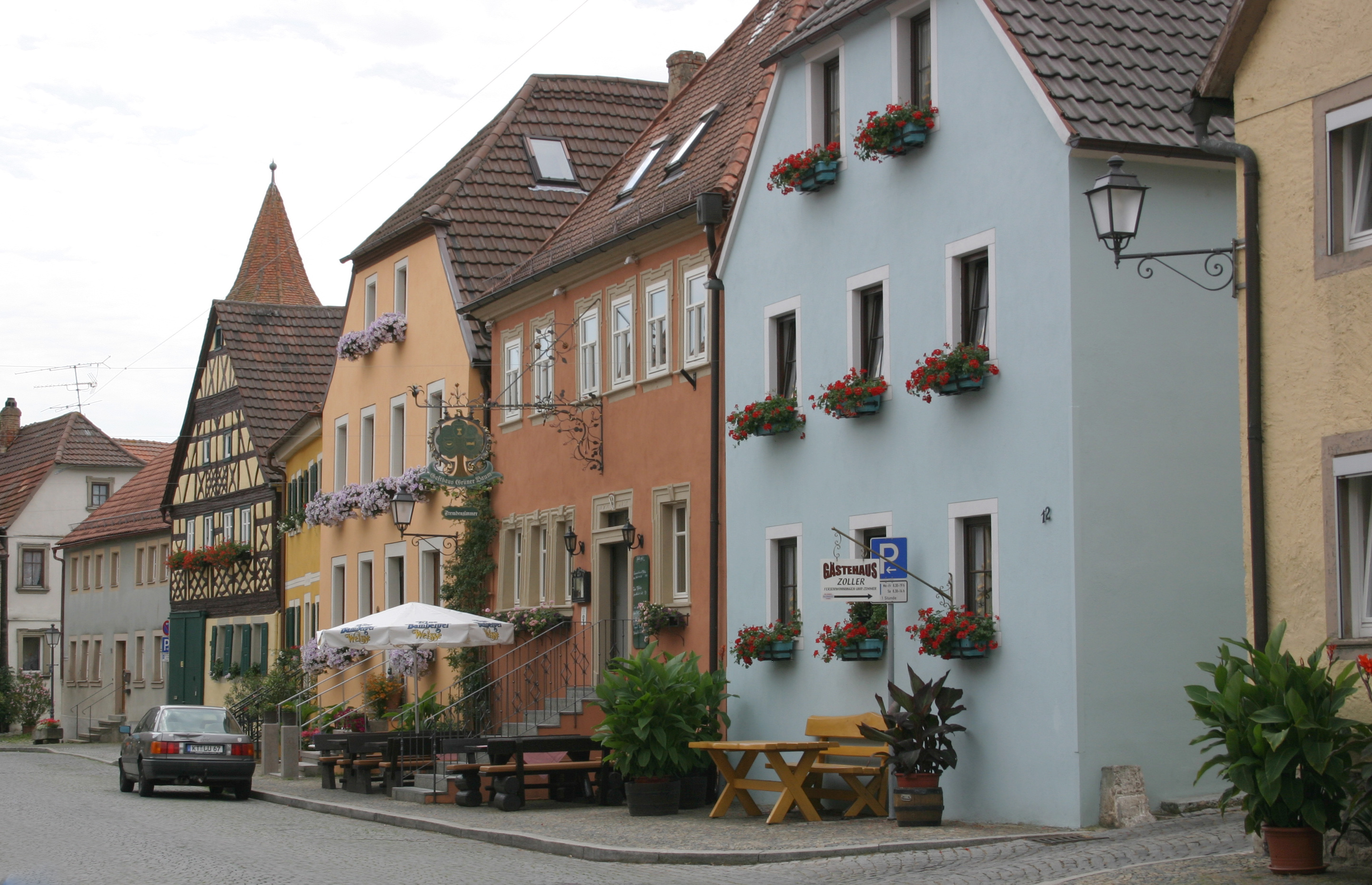
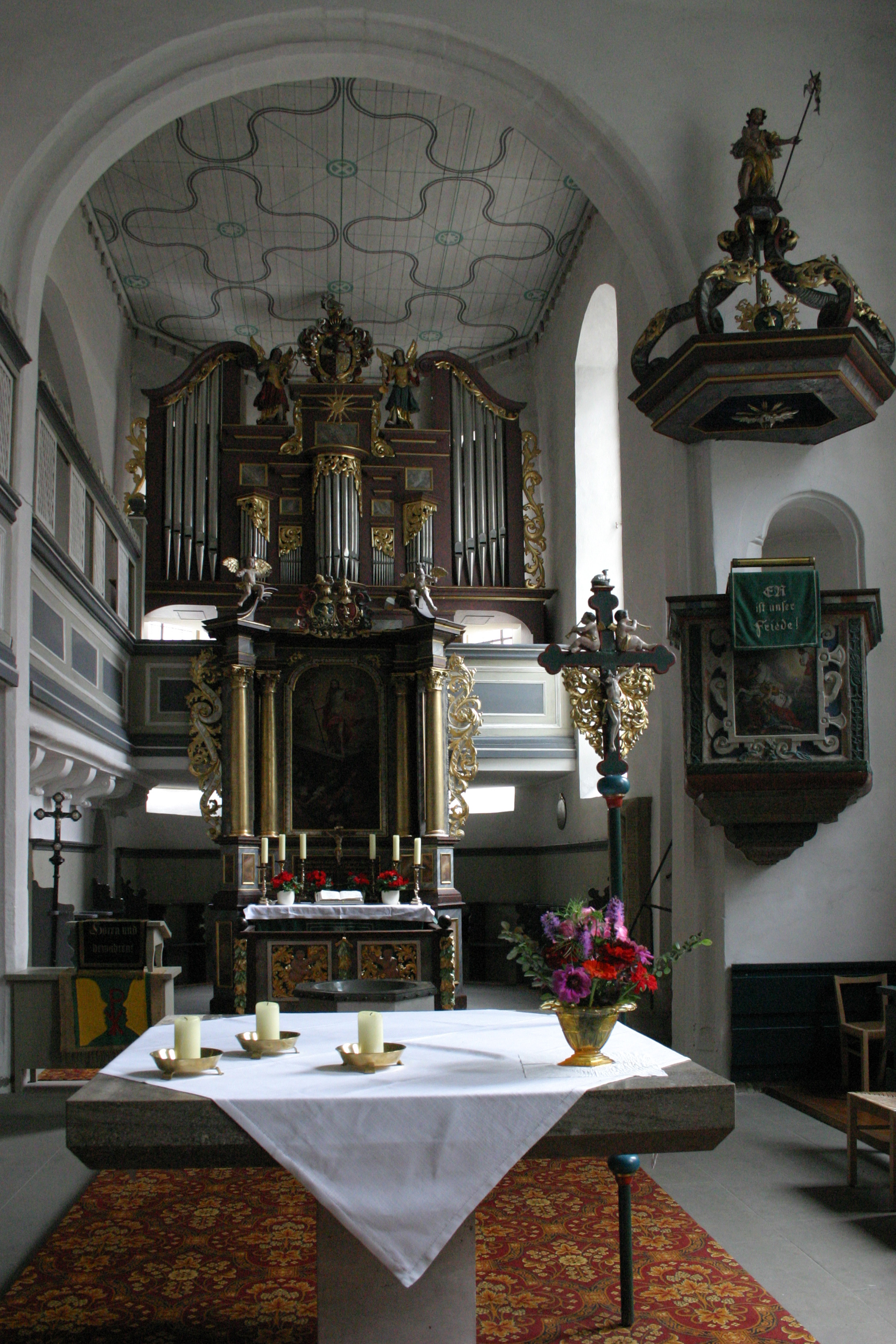
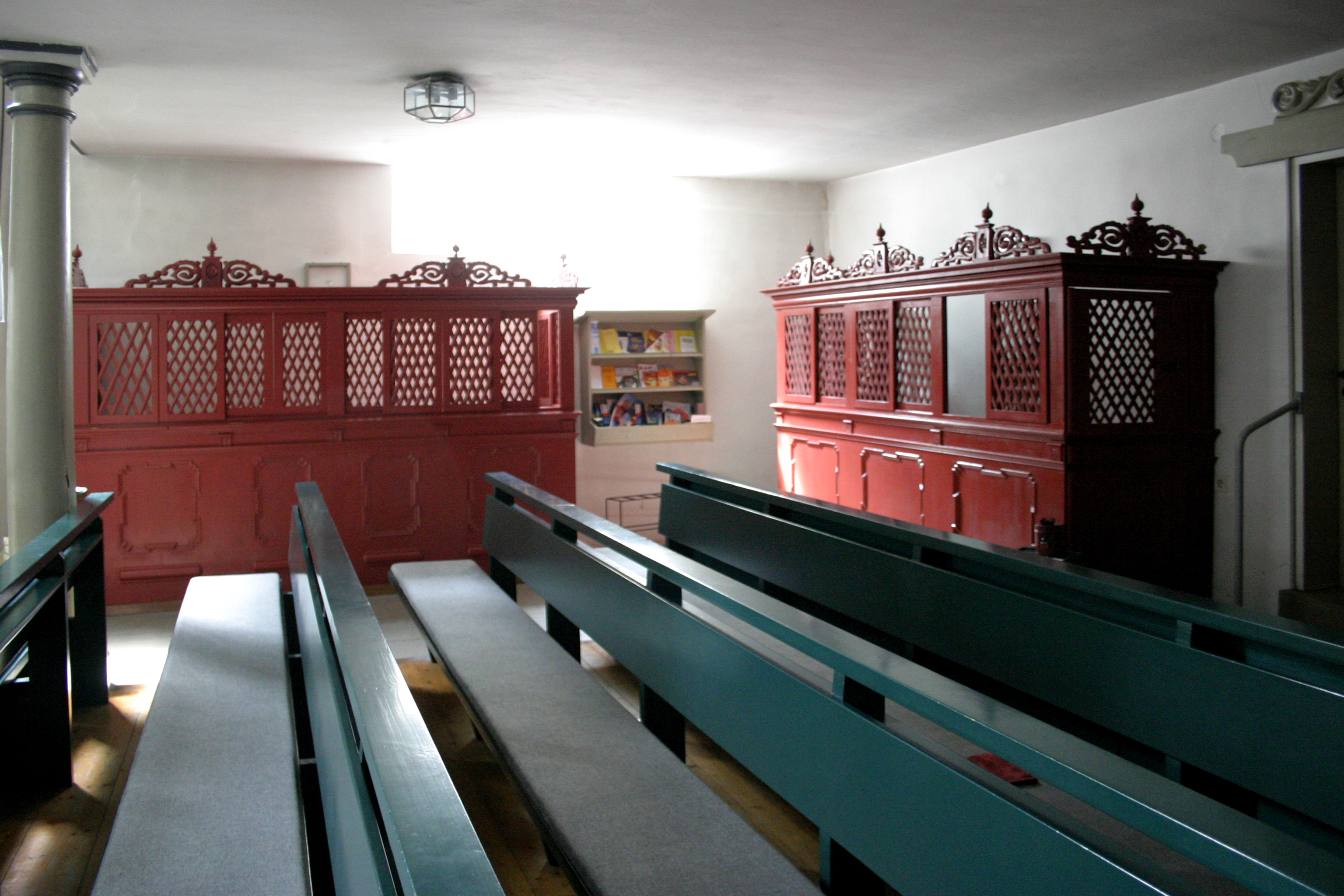